# Аспра (Румунія)
Аспра (рум. Aspra) — село у повіті Марамуреш в Румунії. Входить до складу комуни Віма-Міке.
Село розташоване на відстані 385 км на північний захід від Бухареста, 24 км на південь від Бая-Маре, 74 км на північ від Клуж-Напоки.

## Історія
Перше документальне засвідчення: 1954 р., хутір села Деалул Корбулуй. 

## Населення
За даними перепису населення 2002 року у селі проживали 60 осіб, усі — румуни. Усі жителі села рідною мовою назвали румунську.